# منتخب كازاخستان لكرة القاعدة
منتخب كازاخستان لكرة القاعدة هو ممثل كازاخستان الرسمي في المنافسات الدولية في كرة القاعدة
.